# 3Gees
3Gees là một ban nhạc gồm các nhạc sĩ và ca sĩ ở Malaysia. Trước đây, nhóm nhạc được biết đến với tên Genuine, bao gồm ba cô gái là Yanty, Atie và Adyani.
Sau đó, nhóm gia nhập công ty thu âm EMI (Malaysia) Sdn. Bhd. và sử dụng tên 3Gees. Album đầu tiên của họ với công ty thu âm EMI (Malaysia) cũng là tên của nhóm của họ, 3 Gees. Sản phẩm đầu tay của ban nhạc với thể loại nhạc dance là sự đặt cược lớn nhất của ban nhạc vào nền nghệ thuật.

## Thành viên
Nhóm 3Gees gồm ba cô gái tuổi teen người Malaysia.
- Yanty
- Atie
- Adyani

## Album
- 3Gees, gồm 4 bài hát
  - Wan Tu Som[2]
  - Bang Pilih Bang[3]
  - Bergadang
  - Bulan Terang